# Tomás Domene
Tomás Domene né le 4 septembre 1997, est un joueur de hockey sur gazon argentin. Il évolue au poste d'attaquant au Royal Orée THB, en Belgique et avec l'équipe nationale argentine.

## Biographie
Il est le frère de Lautaro Domene, également joueur de hockey sur gazon argentin.

## Carrière
- U21 de 2015 à 2016.
- Début avec l'équipe première en mai 2018 lors des matchs amicaux contre la Malaisie à Buenos Aires.

## Palmarès
- : 1er à la Coupe d'Amérique U21 en 2016.
- : 1er à la Coupe d'Amérique en 2022.